# Utopie d'occase
 (avril 2012).
Si vous disposez d'ouvrages ou d'articles de référence ou si vous connaissez des sites web de qualité traitant du thème abordé ici, merci de compléter l'article en donnant les références utiles à sa vérifiabilité et en les liant à la section « Notes et références ».
Albums de Zebda
Essence ordinaire
(1998) Second Tour
(2012)
Singles
Utopie d'occase est le quatrième album studio du groupe de rock français Zebda, sorti le 27 août 2002.

## Historique
Après l'important succès d'Essence ordinaire, les membres de Zebda ne voulaient pas tomber dans le pop et décidèrent pour cet album de laisser plus de place aux paroles, en gardant toutefois bien présentes la musique rock. De ces choix résulta un album moins festif que le précédent, décevant le public récemment conquis par Tomber la chemise : « J'ai voulu prendre le contre-pied, au lieu de laisser les choses suivre leur cours. Je me suis fourvoyé » reconnait aujourd'hui le parolier Magyd Cherfi. L'album reçoit cependant le Grand-Prix 2002 de la « chanson » de l'Académie Charles-Cros.
Les paroles, écrites surtout par Magyd Cherfi, concernent des thèmes chers à Zebda comme l'immigration, le racisme, la violence, la pauvreté et l'injustice sociale.
L'album s'est classé no 3 au Top 50 mais n'est resté présent dans le Top 200 que 20 semaines consécutives, ne renouvelant pas les résultats du précédent opus - il est vrai exceptionnels ; il a également atteint la 36e place dans le Top 50 suisse. Au total, l'album s'est tout de même vendu à plus de 100 000 exemplaires en France, ce qui lui a valu un disque d'or.

## Liste des titres
1. L'erreur est humaine - 4 min 30 s
2. J'y suis j'y reste - 5 min 04 s
3. Le Plus Beau - 4 min 05 s
4. Du soleil à la toque - 4 min 08 s
5. Mêlée ouverte - 5 min 14 s
6. Sheitan - 3 min 50 s
7. Ça... la famille - 4 min 42 s
8. La Fête - 3 min 06 s
9. Troisième Degré - 5 min 42 s
10. Goota ma différence - 3 min 33 s
11. Le Bonhomme derrière - 2 min 18 s
12. Le Paranoïaque - 2 min 55 s
13. Le Répertoire - 5 min 35 s (il existe une piste cachée après ce titre et 5 min de blanc)